# Los hombres de Paco
Los hombres de Paco est une série télévisée espagnole en 117 épisodes de 80 minutes créée par Daniel Écija et Álex Pina, produite par Globomedia et diffusée du 9 octobre 2005 au 19 mai 2010 sur la chaîne Antena 3.
Cette série est inédite dans les pays francophones.

## Synopsis
La série tourne autour de la vie d'un groupe d'agents de la Police nationale espagnole, et en particulier la famille du chef du groupe, Paco Miranda.

## Distribution
- Paco Tous : Francisco "Paco" Miranda (2005–2010)
- Pepón Nieto : Mariano Moreno (2005–2010)
- Juan Diego : Don Lorenzo Castro Riquelme (2005–2010)
- Laura Sánchez : María Jose "Pepa" Miranda Ramos (2008–2010)
- Cristina Plazas : Marina Salgado (2008–2010)
- Federico Celada (es) : Curtis Naranjo (2005–2010)
- Carlos Santos : José Luis Povedilla Turriente (2005–2010)
- Neus Sanz (es) : Margarita "Rita" Peláez (2005–2010)
- Mario Casas : Aitor Carrasco Menendez (2007–2010)
- Goya Toledo (es) : Reyes Sánchez-Bilbao (2010)
- Benjamín Vicuña (es) : Decker (2010)
- Patricia Montero (es) : Lisa "Lis" Peñuelas Sánchez (2010)
- Marcos Gracia (es) : Daniel Andradas (2010)
- Ángela Cremonte : Amaia Mondragon (2010)
- Álex Hernández (es) : Gregorio "Goyo" (2010)
- Asier Etxeandía : Blackman (2009–2010)
- Miguel de Lira : Félix Montejo (2008–2010)
- Adriana Ozores : Dolores "Lola" Castro León (2005–2009)
- Hugo Silva : Lucas Fernández (2005–2010)
- Michelle Jenner : Sara Miranda Castro (2005–2010)
- Clara Lago : Carlota Fernández (2007–2008)
- Marián Aguilera : Silvia Castro León (2005–2010)
- Neus Asensi : Bernarda González (2005–2007)
- Aitor Luna : Gonzalo Montoya (2005–2009)
- Enrique Martínez : Enrique "Quique" Gallardo (2005–2009)
- Jimmy Castro : Nelson Amadú (2009)
- Amaia Salamanca : Cristina

## Relation entre Silvia et Pepa
Ce téléfilm a pris une place particulière auprès de la communauté LGBT pour la relation homosexuelle suivie entre deux personnages féminins. En effet, Silvia et Pepa forment un couple à l'écran et cette romance dure pendant 4 saisons et 5 ans (de la 4e à la 8e), jusqu'au mariage, ce qui en fait une des plus construites et des plus longues des séries télévisées. Les fans la nomment la relation PepSi.